# Liudmila Privivkova
Lyudmila Andreevna Privivkova (también escrito Ludmila  o Liudmilla, aunque ella lo escribe Liudmila; en ruso: Людмила Андреевна Прививкова; Moscú, 13 de septiembre de 1986) es una curler rusa, dos veces ganadora del Campeonato Europeo de Curling femenino.

## Carrera profesional
Privivkova comenzó en el curling en 1998 en el club Moskvich. Representó a Rusia en competencias internacionales 36 veces, ganando cinco medallas de oro, tres de plata y dos de bronce. De 2005 a 2010 fue la capitana de su equipo (skip).
El equipo de Privivkova, ocupando el quinto lugar, fue una de las sorpresas en el curling en los Juegos Olímpicos de Turín 2006. Luego ganó la medalla de oro en el Campeonato Mundial Juvenil de 2006. En el round robin del Campeonato de Europa de 2006, fue la única competidora invicta. Sin embargo, en los play-offs, perdió ante el equipo de Diana Gaspari 5:7. En las semifinales, derrotó a Mirjam Ott 7:5 y en la final volvió a enfrentarse a Gaspari, esta vez ganando el partido 9:4.
Después de ganar el título del Campeonato Europeo, su equipo fue el favorito para ganar la medalla de oro en el Campeonato Mundial de 2007. Comenzó la ronda principal con 3 derrotas. De 11 partidos, finalmente ganó 4 y perdió 7, lo que colocó a su equipo en la octava posición. Como dijo antes de la competencia, estaba principalmente preocupada por los puntos de calificación para el desempeño en los Juegos Olímpicos de Invierno 2010.
En 2008, apareció en los campeonatos del mundo, obteniendo en estas competiciones un balance de 4-7 y terminó en la octava posición. En el mismo año, representó a Rusia en el Campeonato de Europa, ocupó el puesto 7 después de 4 victorias y 5 derrotas, el mismo lugar que ocupó en la Copa del Mundo de 2009.
El equipo ruso comenzó muy bien el Campeonato de Europa de 2009, ganó los primeros 5 partidos y fue líder en la clasificación. Luego, el equipo ruso perdió tres partidos y finalmente jugaron una victoria de desempate de 5:4 sobre las suecas (Anette Norberg). Después de perder 4:10 ante los alemanes (Andrea Schöpp) en la semifinal, Rusia ocupó el cuarto lugar. Privivkova lideró al equipo nacional ruso en los Juegos Olímpicos de Invierno 2010, quedó en el penúltimo noveno lugar, en sus 3 victorias derrotó por 10:1 a Norberg y 7:4 a Wang Bingyu, que avanzaron a los play-offs.
El equipo de Privivkova jugó en la Copa del Mundo de 2010, aunque la propia Privivkova jugó solo 4 partidos, dos en la tercera posición, reemplazando dos veces a Ezech en la segunda posición. El equipo ruso, con un balance de 5-6, ocuparon el octavo lugar. La temporada siguiente, volvieron a estar en mejor forma, avanzando a la fase final de la Eurocopa 2010. Sin embargo, perdieron los tres partidos contra Eve Muirhead (partido 1-2, 4:9), Stina Viktorsson (semifinal 5:7) y Mirjam Ott (partido por la medalla de bronce 5:9). Para el Mundial de 2011 se cambió la alineación del equipo, con Anna Sidorova tirando las últimas piedras y Privivkova jugando en la tercera posición. Privivkova apareció solo en los primeros 5 partidos, en los siguientes 6 partidos Sidorova asumió el papel de capitana. El equipo ruso ocupó el sexto lugar.
En la temporada 2010/2011, fue Sidorova quien todavía tiró las últimas piedras, pero en el Campeonato de Europa de Curling de 2011 también asumió la función de capitana. El equipo ruso avanzó a la fase de play-off, donde perdieron 9:6 ante Escocia (Eve Muirhead) en el primer partido. Finalmente, después de ganar 13:7 sobre el equipo danés (Lene Nielsen), se pararon en el escalón más bajo del podio. En el Campeonato Mundial de 2012, con cuatro victorias, ocuparon un distante noveno lugar, además, durante la mayor parte del torneo, Privivkova apareció como segunda. El equipo ruso mostró una forma mucho mejor al final del año, ganando medallas de oro en el Campeonato de Europa de 2012. En la final ganaron 6:5 sobre Escocia (Eve Muirhead). El equipo ruso no clasificó para la fase final de la Copa del Mundo de 2013, quedando en el puesto 6, perdiendo en el primer play-off ante los suizos (Silvana Tirinzoni).

## Equipo
- Anna Sidorova - cuarta, skip
- Margarita Fomina - segunda
- Ekaterina Galkina – apertura
- Nkeirouka Ezech - sub

Exjugadoras
- Olga Jarkova
- Olga Andrianova - entrenadora